# Martín Marculeta
Martín Marculeta Barbería (San Sebastián, Guipúzcoa, España, 24 de septiembre de 1907-ib., 19 de noviembre de 1984) fue un futbolista y entrenador español. Jugaba de centrocampista y dividió su carrera profesional entre la Real Sociedad de Fútbol y el Athletic de Madrid. Tras finalizar su etapa como jugador, desarrolló una corta etapa como entrenador. Su hermano José María Marculeta también fue futbolista profesional.

## Trayectoria
Comenzó a jugar al fútbol a los doce años en el equipo infantil del Amaikak Lagunak de su ciudad natal. En 1924, siendo todavía juvenil, fue fichado por la Real Sociedad de Fútbol. Debutó con el equipo txuri-urdin en un partido frente al Real Unión Club de Irún en 1924. Durante los diez años siguientes, Marculeta disputó 229 partidos y anotó treinta y nueve goles con la Real Sociedad. El 10 de febrero de 1929 formó parte del primer once del conjunto donostiarra en el recién creado Campeonato Nacional de Liga de Primera División. Con la Real jugó durante seis temporadas en la categoría, disputando 106 partidos y marcando cuatro goles. Además, se proclamó en tres ocasiones Campeón de Guipúzcoa, llegando en 1928 a disputar la triple final del Campeonato de España contra el F. C. Barcelona, en la que vencieron finalmente los catalanes.
En 1934, fue fichado por el Athletic de Madrid, que acababa de retornar a Primera División. Con los colchoneros jugó las dos siguientes temporadas, llegando incluso a compaginar en la segunda de ellas el puesto de jugador con el de entrenador, haciendo de puente entre Fred Pentland y José Samitier durante tres jornadas.
El estallido de la guerra civil española interrumpió en el país las competiciones deportivas. Marculeta, a punto de cumplir treinta y un años, permaneció en su ciudad natal, San Sebastián, durante toda la contienda, participando con la Real Sociedad en diversos torneos de carácter amistoso, así como en los que en la España franquista comenzaban a organizarse con carácter semioficial, como el Torneo de las Brigadas de Navarra. Fue en ese contexto cuando decidió finalizar su etapa como futbolista e iniciarla como entrenador, apareciendo ya al frente de la Real Sociedad en 1937.
Finalizada la contienda siguió entrenando, entre otros, al Real Unión Club y al Real Gijón. El conjunto asturiano firmó entre otros el fichaje de su hermano José María Marculeta, procedente de la Real Sociedad donde había destacado como mediocentro. Con el equipo de Gijón finalizaría esa temporada como campeón del grupo 1 de la Segunda División, jugando una liguilla de ascenso con los campeones y subcampeones de otros grupos. Al perder 6-2 contra la Real Sociedad en esta liguilla la afición del Real Gijón fue un clamor por su destitución, al haberse sentido traicionada por el mismo, por lo que al finalizar la campaña fue destituido.

## Selección nacional
Martín Marculeta fue internacional con la selección española un total de quince ocasiones, en las que anotó un gol. Su debut se produjo en los Juegos Olímpicos de Ámsterdam 1928, donde formó parte de los convocados por el seleccionador nacional José Ángel Berraondo, disputando los tres partidos que afrontó España en el campeonato. Su debut tuvo lugar en el primero de ellos, la goleada ante México por 7-1, partido en el marcó su único gol como internacional.
Otros seleccionadores, como José María Mateos y Amadeo García de Salazar contaron con él en los años siguientes, participando en la mayor goleada obtenida por la selección española —13-0 en un amistoso celebrado en 1933 ante Bulgaria— y en el Mundial de Italia 1934. Su último partido como internacional fue un amistoso ante Francia disputado en Madrid el 24 de enero de 1935, en el que España venció por 2-0. Este fue su único partido internacional durante su etapa en el Athletic de Madrid.
La relación completa de los encuentros internacionales de Marculeta con España es la siguiente:
| Fecha      | Competición                       | Estadio        | Ciudad                   | Partido    | Partido | Partido    |
| ---------- | --------------------------------- | -------------- | ------------------------ | ---------- | ------- | ---------- |
| 30/05/1928 | JJ. OO. Ámsterdam 1928            | Olímpico       | Ámsterdam (Países Bajos) | España     | 7:1     | México     |
| 01/06/1928 | JJ. OO. Ámsterdam 1928            | Olímpico       | Ámsterdam (Países Bajos) | España     | 1:1     | Italia     |
| 04/06/1928 | JJ. OO. Ámsterdam 1928            | Olímpico       | Ámsterdam (Países Bajos) | España     | 1:7     | Italia     |
| 14/04/1929 | Amistoso                          | Torrero        | Zaragoza                 | España     | 8:1     | Francia    |
| 15/05/1929 | Amistoso                          | Metropolitano  | Madrid                   | España     | 4:3     | Inglaterra |
| 19/04/1931 | Amistoso                          | San Mamés      | Bilbao                   | España     | 0:0     | Italia     |
| 24/04/1932 | Amistoso                          | Buenavista     | Oviedo                   | España     | 2:1     | Yugoslavia |
| 02/04/1933 | Amistoso                          | Balaídos       | Vigo                     | España     | 3:0     | Portugal   |
| 23/04/1933 | Amistoso                          | Colombes       | París (Francia)          | Francia    | 1:0     | España     |
| 30/04/1933 | Amistoso                          | Nacional       | Belgrado (Yugoslavia)    | Yugoslavia | 1:1     | España     |
| 21/05/1933 | Amistoso                          | Chamartín      | Madrid                   | España     | 13:0    | Bulgaria   |
| 11/03/1934 | Clasificación Mundial Italia 1934 | Chamartín      | Madrid                   | España     | 9:0     | Portugal   |
| 18/03/1934 | Clasificación Mundial Italia 1934 | Lumiar         | Lisboa (Portugal)        | Portugal   | 1:2     | España     |
| 27/05/1934 | Mundial Italia 1934               | Luigi Ferraris | Génova (Italia)          | España     | 3:1     | Brasil     |
| 24/01/1935 | Amistoso                          | Chamartín      | Madrid                   | España     | 2:0     | Francia    |

### Participaciones en competiciones internacionales
| Mundial                        | Sede      | Resultado        |
| ------------------------------ | --------- | ---------------- |
| Juegos Olímpicos de 1928       | Ámsterdam | Cuartos de final |
| Copa Mundial de Fútbol de 1934 | Italia    | Cuartos de final |

## Clubes

### Como jugador
| Club                    | País   | Año       |
| ----------------------- | ------ | --------- |
| Real Sociedad de Fútbol | España | 1924-1934 |
| Athletic de Madrid      | España | 1934-1936 |

### Como entrenador
| Club               | País   | Año       |
| ------------------ | ------ | --------- |
| Athletic de Madrid | España | 1935      |
| Donostia F. C.     | España | 1939      |
| Real Unión Club    | España | 1940      |
| Real Gijón         | España | 1942-1943 |

## Palmarés

### Campeonatos regionales
| Título                  | Club           | País   | Año  |
| ----------------------- | -------------- | ------ | ---- |
| Campeonato de Guipúzcoa | Real Sociedad  | España | 1927 |
| Campeonato de Guipúzcoa | Real Sociedad  | España | 1929 |
| Campeonato de Guipúzcoa | Donostia F. C. | España | 1933 |